# Шарвін Юрій Васильович
Юрій Васильович Шарвін (24 червня 1919, Москва - 3 жовтня 1990, Москва) - радянський вчений, фізик-експериментатор, фахівець в галузі фізики низьких температур. Доктор фізико-математичних наук (1962) , академік Академії наук СРСР (1987  ; член-кореспондент АН СРСР з 1970 ).

## Біографія
Народився 24 червня 1919 року в Москві , в родині професора хімії Василя Васильовича Шарвіна  .
У 1941 році закінчив Московський державний університет  (фізичний факультет  ).
З 1941 по 1943 рік працював у Фізико-хімічному інституті імені Л. Я. Карпова . З 1943 по 1990 рік працював в Інституті фізичних проблем АН СРСР .
Похований на Ваганьковському кладовищі .

## Наукова діяльність
Ю.В. Шарвіну належить низка фундаментальних робіт у галузі фізики надпровідності. На початку 50-их років Ю.В. Шарвін виконав успішні експерименти по виміру глибини проникнення магнітного поля в надпровідники. Розробив методику прямого спостереження структури проміжного стану надпровідника за допомогою нанесення на зразок найтоншого феромагнітного порошку після переходу зразка в проміжний стан. Ю. В. Шарвіним були вперше отримані світлини шарів, що чергуються, нормальної й надпровідної фаз, що ввійшли потім у монографії й підручники з надпровідності. Метод візуального вивчення структури згодом одержав подальше широке застосування. В 1965 р., проводячи роботи зі точковими контактами, Ю. В. Шарвін виявив несподіване явище, вивчення якого в наступних експериментах привело до відкриття динамічного проміжного стану надпровідників. Другий напрямок наукової діяльності Ю. В. Шарвіна – електронні властивості нормальних металів. Найбільш важливими є роботи зі спостереження поздовжнього фокусування електронів у металах за допомогою мікроконтактів. Методика мікроконтактів розвилася в подальших роботах його послідовників і учнів у цілий розділ різноманітної електронної оптики металів. Вона набула застосування в мікроконтактній спектроскопії. В науку увійшов термін формула Шарвіна або "опір Шарвіна" - опір балістичного контакту малого розміру між двома металами. Ю.В. Шарвін - один з авторів відкриття,  «Диплом № 328. Явище перерозподілу енергії носіїв заряду в металевих мікроконтактах при низьких температурах» (співавтори І. К. Янсон, І. О. Кулик, О. М. Омельянчук, Р. І. Шехтер). Він здійснив піонерські експерименти зі спостереження електронної інтерференції в неупорядкованих плівках нормальних металів. Ю. В. Шарвін протягом багатьох років викладав курс фізики низьких температур студентам старших курсів у Московському фізико-технічному інституті, керував діяльністю дипломників та аспірантів. Юрій Васильович був членом редколегії журналу «Фізика низьких температур». 

## Вибрані публікації
1. Измерение поверхностного натяжения на границе между сверхпроводящей и нормальной фазами, «Журнал экспериментальной и теоретической физики», 1957, т. 33, в. 6;
2. Наблюдение фокусированных пучков электронов в металле, «Письма в ЖЭТФ», 1965, т. 1, в. 5 (совм. с Л. М. Фишером);
3. Наблюдение динамического промежуточного состояния сверхпроводников с помощью микроконтактов, «Письма в ЖЭТФ», т. 2, в. 6;
4. Поверхностное смешанное состояние сверхпроводников первого рода, «Письма в ЖЭТФ», 1969, т. 10, в. 4 (совм. с И. Л. Ландау).[7]
5. Квантование магнитного потока в цилиндрической пленке из нормального металлв. «Письма в ЖЭТФ», 1981,т. 34, в. 5 (совм. Д.Ю. Шарвиным) [Архівовано 9 липня 2021 у Wayback Machine.]
6. Об одном возможном методе исследования поверхности Ферми.  ЖЭТФ 48, 984 (1965)

## Нагороди, премії
- Орден Трудового Червоного Прапора [8]
- Премія ім. Саймона Британського фізичного товариства (1986) [3] [9]